# John Lotiang
John Kipsang Lotiang, né le 18 mars 1991, est un athlète kényan spécialiste des courses de fond.

## Palmarès
| Date | Compétition                   | Lieu  | Résultat | Épreuve       |
| ---- | ----------------------------- | ----- | -------- | ------------- |
| 2014 | Semi-marathon de Paris        | Paris | 2e       | Semi-marathon |
| 2016 | Semi-marathon Marvejols-Mende | Mende | 1er      | Semi-marathon |
| 2017 | Semi-marathon Marvejols-Mende | Mende | 2e       | Semi-marathon |
| 2017 | Semi-marathon de Varsovie     | Mende | 1er      | Semi-marathon |
| 2017 | Semi-marathon de Cardiff      | Mende | 1er      | Semi-marathon |